# Carnaval de Barranquilla

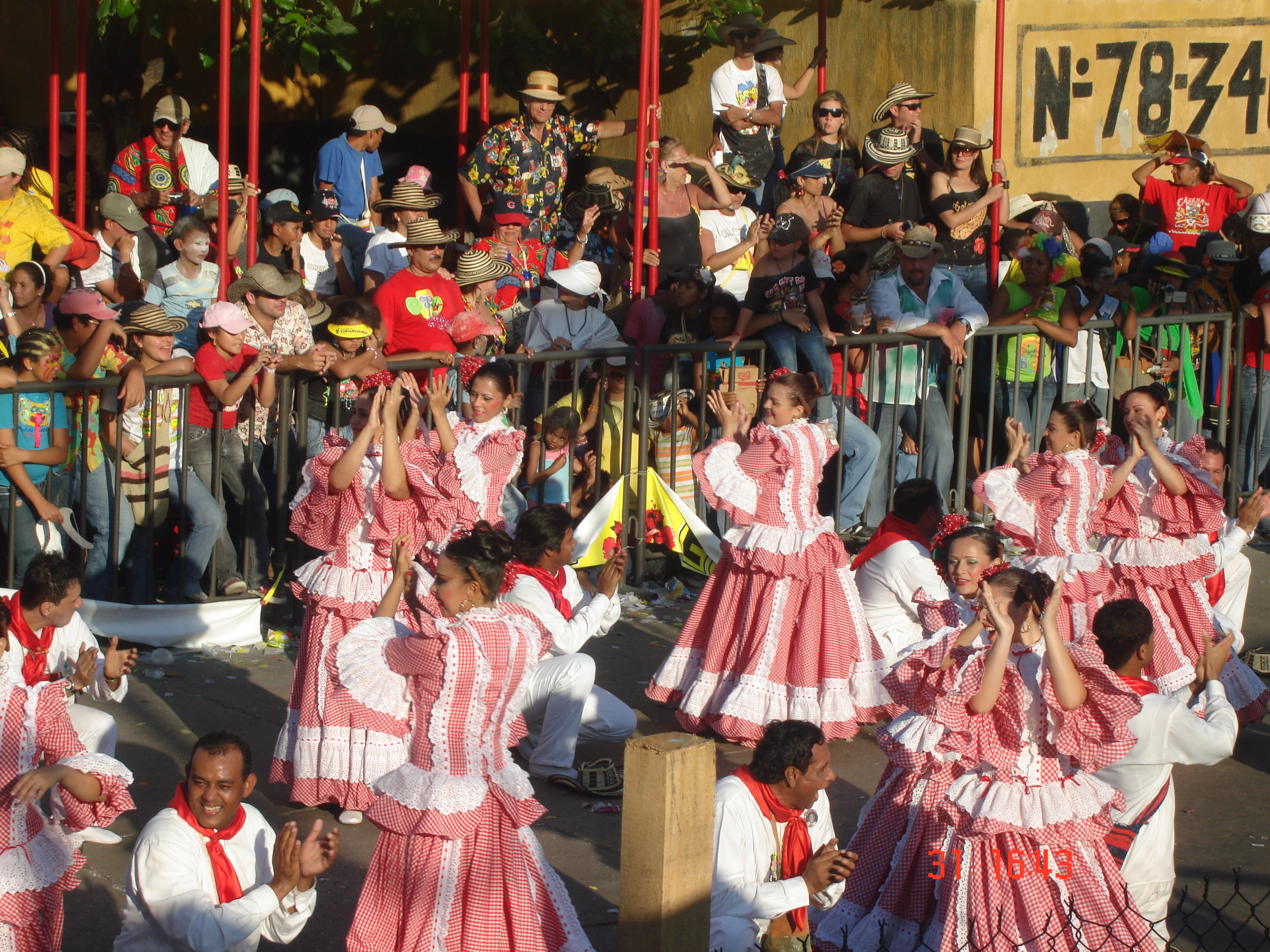
Carnaval de Barranquilla

Le Carnaval de Barranquilla est la fête folklorique et culturelle la plus importante de Barranquilla et de Colombie. Cette tradition remonte au XIXe siècle. Ce carnaval est le troisième au niveau mondial après ceux de Rio de Janeiro et Venise. Des milliers de personnes, y compris les visiteurs et les habitants, participent chaque année au fête qui commence le samedi avant le Mercredi des Cendres et se termine le Mardi gras.
Le carnaval de Barranquilla est un festival où s'expriment toutes les variétés culturelles et le folklore de la côte caraïbe colombienne, ainsi que les manifestations locales les plus variées, telles que la musique et la danse. Les nombreux costumes qui invoquent toutes sortes d'espèces animales,  Cabezones ,   Negritas Puloy, personnages mythologiques qui transcendent les limites de la sexualité et de la mort, parmi un  nombre infini d'inventions et d'occurrences populaires. Certains des costumes les plus traditionnels du carnaval de Barranquilla sont  Marimonda (es) le marimonda,  Danza del Garabato (es) le garabato,  le congo et  le monocuco.
En raison de sa variété et de sa richesse culturelle, Le Carnaval de Barranquilla a été inscrit, en 2008, au patrimoine culturel immatériel de l'humanité par l’UNESCO,.

## Histoire
Le Carnaval de Barranquilla est le plus important des évènements folkloriques du pays. C'est également la plus ancienne des fêtes colombiennes. Il a été proclamé en novembre 2003 chef-d’œuvre du patrimoine oral et immatériel de l’humanité puis inscrit, en novembre 2008, sur la liste représentative du patrimoine culturel immatériel de l'humanité par l’UNESCO. Il englobe des manifestations culturelles de plus de cinquante villages et bourgades situés sur les rives du fleuve Magdalena.
Le carnaval de Barranquilla trouve son origine dans le carnaval qui est venu d'Espagne. De là vient son esprit de renouveau et de changement semblable à celui qui a animé ces festivités en Europe.

## Déroulement
Officiellement, le carnaval dure moins d'une semaine, mais s'étend en réalité sur un mois en comptant tous les préparatifs. Il a lieu pendant les quatre derniers jours avant le carême, selon le calendrier chrétien. Pendant ce carnaval, les activités de la ville de Barranquilla sont temporairement perturbées car la ville est occupée par des danses de rue et des parades musicales dont les participants portent des masques.
Ainsi, quatre jours durant, au mois de février, , la ville suspend ses activités quotidiennes pour prendre part aux fêtes, aux défilés, et ne vibrer qu'au rythme des airs autochtones qui accompagnent les nombreuses troupes de danses et les chars richement décorés.
Le Carnaval de Barranquilla démarre avec « la Bataille de Fleurs », un défilé populaire où la part belle est laissée aux danses d'origine afro-indigène telles que le Torito, le Diablo, la conga (ou tango congo) et les Pilanderas. Il s'achève avec l'enterrement symbolique de « Joselito Carnaval ».

## Costumes et danses
Les costumes sont colorés et originaux avec souvent du rouge et blanc.
La ville et les touristes sont « à la fois spectateurs et acteurs d'un débordement de rumba, au son de la cumbia,salsa, porro et autres rythmes caractéristiques de la région. ».